# Black Europe
Black Europe to tytuł pierwotnie wydanego bootlegu z zapisem koncertu grupy Sol Invictus, który odbył się 5 czerwca 1992 roku w Zwischenfall w Bochum. Brytyjska firma dystrybucyjna World Serpent postanowiła wydać ten koncert oficjalnie i tak Black Europe ukazało się jeszcze raz w 1994 roku (zob. 1994 w muzyce).

## Spis utworów
1. "Angels Fall" - 4:13
2. "Fields" - 3:20
3. "English Murder" - 5:15
4. "Lex Talionis - 3:36
5. "In A Silent Place - 4:34
6. "Gold Is King - 4:50
7. "Lonely Crawls The Night - 4:58
8. "Blood Of Summer - 2:18
9. "Trees In Winter - 3:31
10. "World Turn Green - 4:28
11. "Like A Sword - 4:03
12. "Sawney Bean - 2:57
13. "Somewhere In Europe - 3:20
14. "Let Us Prey - 3:01
15. "The Killing Tide - 3:52
16. "The Death Of The West - 2:51
17. "Against The Modern World - 2:13